# 1519

## Събития
- Султан Селим I се провъзгласява за халиф.

## Родени
- 31 март – Анри II, френски крал
- 13 април – Катерина Медичи, кралица на Франция (1547 – 1559)
- 12 юни – Козимо I Медичи,

## Починали
- 2 май – Леонардо да Винчи, италиански учен и художник
- 24 юни – Лукреция Борджия, италианска благородничка